# LGALS9
LGALS9 (англ. Galectin 9) – білок, який кодується однойменним геном, розташованим у людей на короткому плечі 17-ї хромосоми. Довжина поліпептидного ланцюга білка становить 355 амінокислот, а молекулярна маса — 39 518.
| 10         |  | 20         |  | 30         |  | 40         |  | 50         |
| ---------- |  | ---------- |  | ---------- |  | ---------- |  | ---------- |
| MAFSGSQAPY |  | LSPAVPFSGT |  | IQGGLQDGLQ |  | ITVNGTVLSS |  | SGTRFAVNFQ |
| TGFSGNDIAF |  | HFNPRFEDGG |  | YVVCNTRQNG |  | SWGPEERKTH |  | MPFQKGMPFD |
| LCFLVQSSDF |  | KVMVNGILFV |  | QYFHRVPFHR |  | VDTISVNGSV |  | QLSYISFQNP |
| RTVPVQPAFS |  | TVPFSQPVCF |  | PPRPRGRRQK |  | PPGVWPANPA |  | PITQTVIHTV |
| QSAPGQMFST |  | PAIPPMMYPH |  | PAYPMPFITT |  | ILGGLYPSKS |  | ILLSGTVLPS |
| AQRFHINLCS |  | GNHIAFHLNP |  | RFDENAVVRN |  | TQIDNSWGSE |  | ERSLPRKMPF |
| VRGQSFSVWI |  | LCEAHCLKVA |  | VDGQHLFEYY |  | HRLRNLPTIN |  | RLEVGGDIQL |
| THVQT      |  |            |  |            |  |            |  |            |

A: Аланін

C: Цистеїн

D: Аспарагінова кислота

E: Глутамінова кислота

F: Фенілаланін

G: Гліцин

H: Гістидин

I: Ізолейцин

K: Лізин

L: Лейцин

M: Метіонін

N: Аспарагін

P: Пролін

Q: Глутамін

R: Аргінін

S: Серин

T: Треонін

V: Валін

W: Триптофан

Задіяний у таких біологічних процесах, як імунітет, хемотаксис, альтернативний сплайсинг. 
Білок має сайт для зв'язування з лектинами. 
Локалізований у цитоплазмі, ядрі.
Також секретований назовні.